# Sancho Manuel de Vilhena
Sancho Manuel de Vilhena, 1.º Conde de Vila Flor de juro e herdade (c. 1610 - 3 de Fevereiro de 1677), foi um militar português.

## Biografia

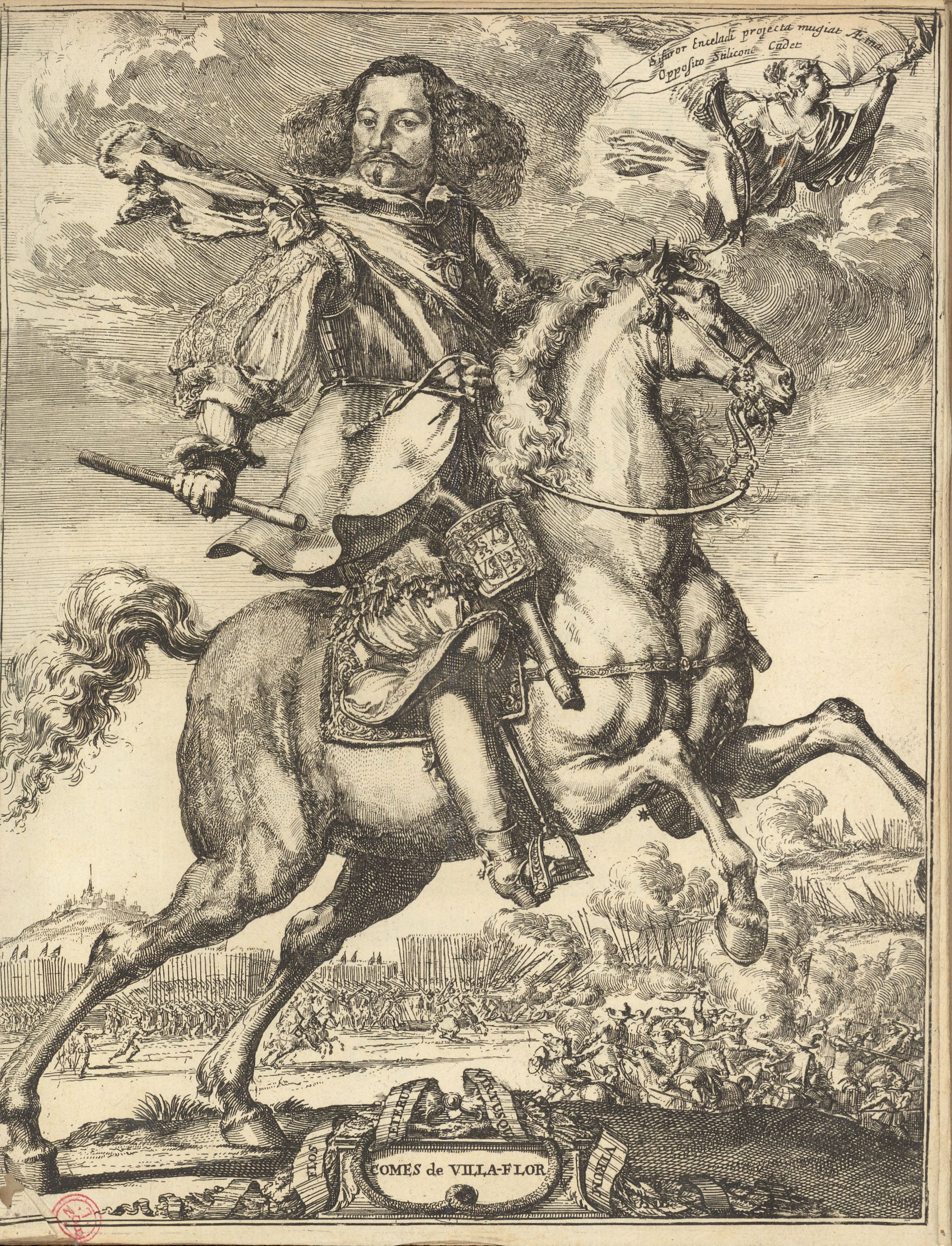
Retrato equestre com a Batalha de Ameixial ao fundo, em Aplausos Académicos e Relação do Felice Sucesso da Célebre Vitória do Ameixial, 1673

D. Sancho Manuel de Vilhena era filho de D. Cristóvão Manuel de Vilhena, Cavaleiro e Comendador de São Paulo de Maçãs de Dona Maria na Ordem de Nosso Senhor Jesus Cristo, Senhor do Morgado de Alcarapinha, e de sua mulher Ana de Faria. 
Era irmão mais velho de D. Rodrigo Manoel de Vilhena, Cavaleiro e Comendador de São Paulo de Maçãs de Dona Maria na Ordem de Nosso Senhor Jesus Cristo, casado com D. Antónia Henriques, sem geração; e de D. Maria Manuel de Vihena, casada com D. António Álvares da Cunha (Índia, Goa, 1 de Maio de 1626 - 26 de Maio de 1690), 17.º Senhor de Tábua, com geração.
Era neto paterno de D. Francisco Manuel de Vilhena, Alcaide-Mor do Castelo de Portel, e de sua mulher Beatriz da Silva de Meneses (filha de Manuel de Abreu Pessanha (n. 1490), Alcaide-Mor do Castelo de Elvas, e de sua mulher D. Filipa da Silva), bisneto de D. Cristóvão Manuel de Vilhena e de sua mulher Francisca de Castro (filha de Rui Vaz Pinto, 3.º Senhor de Ferreiros e Tendais, e de sua mulher Joana Pereira), e trineto de D. Juan Manuel de Villena, 3.º Senhor de Cheles, e de sua mulher Isabel de Mendonça, igualmente bisavós de Pedro de Mendonça Furtado.
Combateu em vários pontos da Europa Central e, entre 1638 e 1640, guerreou os Holandeses no Brasil. Aderindo à Restauração, foi feito mestre de campo general (posto hoje equivalente a Tenente-General) e Governador das Armas (posto equivalente a Marechal) da Província do Alentejo e Comandante-Chefe das forças portuguesas.
Participou na defesa da Beira e, já no Alentejo, saiu vitorioso na Batalha das Linhas de Elvas em 1659 e na Batalha do Ameixial onde, em 8 de julho de 1663, derrotou o exército espanhol chefiado por D. João de Áustria. Destacou-se ainda nas outras principais batalhas do conflito, nomeadamente, na Batalha de Montes Claros em 1665.
O cerco de Elvas, praça tão heroicamente defendida por D. Sancho Manuel de Vilhena, e em 14 de Janeiro de 1659 a célebre batalha das Linhas de Elvas já referida, foram dois grandiosos feitos de armas. Nesse mesmo ano de 1659 foi feito por Decreto 1.º Conde de Vila Flor com o Senhorio da vila, confirmado a 23 de Julho de 1661.
Foi depois nomeado para cargos civis importantes, entre eles o de vice-rei do Brasil, mas faleceu antes de tomar posse.
Era Senhor de Vila Flor, Alcaide-Mor do Castelo de Alegrete e Cavaleiro e Comendador de Santa Maria de Pernes na Ordem de Nosso Senhor Jesus Cristo.
Casou duas vezes. A primeira vez com Ana de Noronha, filha de seu primo Gaspar de Faria Severim, do conselho de el-rei e secretário das Mercês e expediente dos reis D. João IV e D. Afonso VI. O segundo casamento foi com sua sobrinha materna, D. Joana Manuel de Vilhena, filha de D. António Álvares da Cunha, 17 º senhor de Tábua e de sua mulher D. Maria Manuel de Vilhena.
O 66.º Grão-Mestre da Ordem Soberana e Militar Hospitalária de São João de Jerusalém, de Rodes e de Malta, D. António Manuel de Vilhena, que era seu quinto filho do primeiro casamento, fundou na ilha de Malta a cidade de Floriana, assim baptizada em homenagem ao Conde, seu pai.
Foi sucedido por seu filho primogénito D. Cristóvão Manuel de Vilhena (1640–1704), 2.º Conde de Vila Flor de juro e herdade.